# Четыре ночи с Анной
Четыре ночи с Анной (пол. Cztery noce z Anną, фр. Quatre nuits avec Anna) — кинофильм режиссёра Ежи Сколимовского, снятый в 2008 году в Польше на польском языке (совместное производство Польша-Франция). Сценарий написан самим режиссёром совместно с Евой Пясковской (пол. Ewa Piaskowska).
Фильм был представлен публике 15 мая 2008 года на LXI Каннском кинофестивале.

## Сюжет
В фильме рассказывается история странной любви одинокого работника крематория Леона Окраса (Артур Стеранко) к медсестре Анне П. Окраса наблюдает за Анной из маленького окошка старого сарая.
Желая быть поближе к Анне, он четыре ночи подряд пробирается к ней в дом и проводит время рядом с её кроватью. В последнюю ночь он дрожащими руками пытается надеть ей на палец купленное на последние деньги кольцо.
Арестованный полицией при очередной попытке проникнуть в дом к медсестре, он на суде признаёт свою вину, но отрицает, что пытался что-либо украсть или надругаться над Анной.
Анна приходит навестить Окрасу в тюрьме. В финале фильма вышедший на свободу герой вместо окна в комнату Анны находит лишь заложенную кирпичами сплошную стену.

## В ролях
| Актёр          | Роль              |
| -------------- | ----------------- |
| Артур Стеранко | Леон Окраса       |
| Кинга Прайс    | Анна П.           |
| Ежи Федорович  | директор больницы |